# British Home Championship 1909
De British Home Championship van 1909 was de 26e editie van de British Home Championship. Het toernooi werd gehouden van 13 februari tot en met 3 april 1909. Engeland werd kampioen.

## Eindstand
| Team      | Gsp | W | G | V | DV | DT | DS  | Ptn |
| --------- | --- | - | - | - | -- | -- | --- | --- |
| Engeland  | 3   | 3 | 0 | 0 | 8  | 0  | +8  | 6   |
| Wales     | 3   | 2 | 0 | 1 | 6  | 6  | 0   | 4   |
| Schotland | 3   | 1 | 0 | 2 | 7  | 5  | +2  | 2   |
| Ierland   | 3   | 0 | 0 | 3 | 2  | 12 | –10 | 0   |

## Wedstrijden
|                                                     |                                                         |       |         |                                                                             |
| 13 februari 1909 «onderlinge duels» 14:30 uur (UTC) | Engeland                                                | 4 – 0 | Ierland | Park Avenue, Bradford Toeschouwers: 28.000 Scheidsrechter: John Stark (SCO) |
| 13 februari 1909 «onderlinge duels» 14:30 uur (UTC) | George Hilsdon 50', 87' (pen.) Vivian Woodward 60', 80' |       |         | Park Avenue, Bradford Toeschouwers: 28.000 Scheidsrechter: John Stark (SCO) |

|                                                 |                                       |       |                                 |                                                                                   |
| 1 maart 1909 «onderlinge duels» 15:00 uur (UTC) | Wales                                 | 3 – 2 | Schotland                       | Racecourse Ground, Wrexham Toeschouwers: 6.000 Scheidsrechter: Tom Campbell (ENG) |
| 1 maart 1909 «onderlinge duels» 15:00 uur (UTC) | William Davies 23', 42' Lot Jones 26' |       | 70' Bobby Walker 73' Harry Paul | Racecourse Ground, Wrexham Toeschouwers: 6.000 Scheidsrechter: Tom Campbell (ENG) |

|                                                  |                                                                               |       |         |                                                                             |
| 15 maart 1909 «onderlinge duels» 15:30 uur (UTC) | Schotland                                                                     | 5 – 0 | Ierland | Ibrox Stadium, Glasgow Toeschouwers: 24.000 Scheidsrechter: Jim Mason (ENG) |
| 15 maart 1909 «onderlinge duels» 15:30 uur (UTC) | Jimmy McMenemy 15', 77' Sandy MacFarlane 20' Sandy Thomson 48' Harry Paul 84' |       |         | Ibrox Stadium, Glasgow Toeschouwers: 24.000 Scheidsrechter: Jim Mason (ENG) |

|                                  |                                    |       |       |                                                                                    |
| 15 maart 1909 «onderlinge duels» | Engeland                           | 2 – 0 | Wales | City Ground, West Bridgford Toeschouwers: 11.500 Scheidsrechter: David Philp (SCO) |
| 15 maart 1909 «onderlinge duels» | George Holley 15' Bert Freeman 42' |       |       | City Ground, West Bridgford Toeschouwers: 11.500 Scheidsrechter: David Philp (SCO) |

|                                                       |                                 |       |                                                  |                                                                              |
| 20 maart 1909 «onderlinge duels» 15:30 uur (UTC–0:25) | Ierland                         | 2 – 3 | Wales                                            | Grosvenor Park, Belfast Toeschouwers: 8.000 Scheidsrechter: John Stark (SCO) |
| 20 maart 1909 «onderlinge duels» 15:30 uur (UTC–0:25) | Billy Lacey 30' Andy Hunter 75' |       | 42' Lot Jones 62' George Wynn 63' Billy Meredith | Grosvenor Park, Belfast Toeschouwers: 8.000 Scheidsrechter: John Stark (SCO) |

|                                                 |                     |       |           |                                                                              |
| 3 april 1909 «onderlinge duels» 15:30 uur (UTC) | Engeland            | 2 – 0 | Schotland | Crystal Palace, Londen Toeschouwers: 23.667 Scheidsrechter: John Stark (SCO) |
| 3 april 1909 «onderlinge duels» 15:30 uur (UTC) | George Wall 3', 10' |       |           | Crystal Palace, Londen Toeschouwers: 23.667 Scheidsrechter: John Stark (SCO) |